# ジェームズ・ヤングハズバンド
ジェームズ・ヤングハズバンド（James Younghusband、1986年9月4日 - ）は、イングランドとフィリピンの元サッカー選手。元フィリピン代表。現役時代のポジションはMFもしくはFW。かつてチェルシーFCに在籍した選手である。

## クラブ歴

### イングランド時代
1997年にチェルシーFCのユースに加入し、10歳にして奨学金を受け取った事でサッカー選手生命が始まった。リザーブチームやユースチームで出場を重ねたのち、イングランドのクラブを転々とした。2008年にチェルシーFCとの契約が終わるとフィリピンへと向かった。

### サン・ベダFC
2011年4月15日、ジェームズは弟のフィリップと共にフィリピンサッカー連盟男子クラブ杯に参加するためにスマート・サン・ベダFCに加入する事が発表された。しかし、グローバルFCとの初戦は3-0の敗北を喫した。二戦目はフリーキックからの得点をし、2-0に持ち込んだものの、3点目が奪えなかったため、二戦合計で3-2となり、敗北した。

### ロヨラ・メラルコ・スパークスFC
その後、ヤングハズバンド兄弟はロヨラ・アギラFCに3年契約で加入した。
2011-12シーズンのUFLカップのラウンド16ではスンケン・ガーデン・ユナイテッドFCから初得点を奪い、この試合は14-0の快勝に終わった。その後も、準決勝でカヤFCから得点を奪った。しかし、決勝戦でフィリピン・エアフォースFCに2-0の敗北を喫しタイトルとはならなかった。
リーグでの初得点はフィリピン・アーミーFCからであり、この試合は2-1の勝利に終わった。また、フィリピン・ネイビーFCからハットトリックも達成し、この試合は14-0の快勝に終わった。初退場となったのは、フィリピン・エア・フォースFC戦であり、相手選手のハーバート・バヨナと口論になった後に彼が突き、退場処分となった。この時3-1で優勢であったロヨラ・メラルコ・スパークスFCであったが、彼の退場後ものの1分で2得点を奪われ引分に持ち込まれた。

### ダバオ・アギラスFC
フィリピン・フットボールリーグ創設一年目の2017年8月3日、ヤングハズバンド兄弟はダバオ・アギラスFCに移籍した。2018年シーズンまでプレーを続けたが、12月にクラブが活動停止したため無所属になる。

### セレス・ネグロスFC
8ヶ月のブランクを経て2019年8月18日、セレス・ネグロスFCに加入。
2020年6月25日、現役引退を表明。当初は2020年シーズン終了までセレスでプレーするつもりであったがCOVID-19パンデミックによってシーズン開始が延期されたことを受けて、予定を早めて引退を決めたとのことである。

## 代表歴
2005年初からフィリピンサッカー連盟は彼の能力に注目しており、その情報は報道によると指導者側から齎されたと云う。その後、ヤングハズバンド兄弟は2005年の東南アジア競技大会のメンバーに呼ばれ、歓声のうちに合流した。
AFCチャレンジカップ2012の予選ではモンゴル国代表から前半4分に得点を奪い、2戦合計で4-3となり、チームのプレーオフ突破に大きな役割を果たした。
2015年6月11日に行われたバーレーン代表戦では弟がメンバーに選ばれた他方でメンバーから漏れた。これについて監督のトーマス・ドゥーリーは「パフォーマンスで考えた。誰であるか、何歳であるか、どれほどの知名度があるかではない。試合に出場する機会を得るためにはトレーニングでハードワークする事が必要である」と述べた。

## 個人成績
代表での得点一覧
| #   | 日附           | 場所                                               | 対戦相手             | 得点 | 結果 | 大会                        |
| --- | -------------- | -------------------------------------------------- | -------------------- | ---- | ---- | --------------------------- |
| 1.  | 2007年1月7日   | シンガポール・チョア・チュー・カン・スタジアム     | シンガポール         | 1–1  | 1–4  | 親善試合                    |
| 2.  | 2010年10月12日 | 高雄市高雄国家体育場                               | マカオ               | 3–0  | 5–0  | 龍騰杯2010                  |
| 3.  | 2010年10月24日 | ビエンチャン・ニュー・ラオス・ナショナルスタジアム | ラオス               | 2–2  | 2–2  | 2010 AFFスズキカップ予選    |
| 4.  | 2011年3月15日  | ウランバートル・MFFフットボールセンター            | モンゴル             | 1–0  | 1–2  | AFCチャレンジカップ2012予選 |
| 5.  | 2011年3月21日  | ヤンゴン・トゥウンナ・スタジアム                   | ミャンマー           | 1–0  | 1–1  | AFCチャレンジカップ2012予選 |
| 6.  | 2011年10月11日 | マニラ・リサール・メモリアル・スタジアム           | ネパール             | 2–0  | 4–0  | 親善試合                    |
| 7.  | 2012年6月5日   | マニラ・リサール・メモリアル・スタジアム           | インドネシア         | 1–1  | 2–2  | 親善試合                    |
| 8.  | 2013年6月4日   | 香港旺角大球場                                     | 香港                 | 1–0  | 1–0  | 親善試合                    |
| 9.  | 2013年10月11日 | バコロド・パナード・スタジアム                     | チャイニーズタイペイ | 1–1  | 1–2  | フィリピンピースカップ2013  |
| 10. | 2014年9月3日   | マニラ・リサール・メモリアル・スタジアム           | チャイニーズタイペイ | 2–0  | 5–1  | フィリピンピースカップ2014  |

## 個人
彼はイギリス人の父親とフィリピン人の母親の間に生まれた。弟のフィリップ・ヤングハズバンドもフィリピン代表のサッカー選手でチームメイトである。